# 176 (عدد)
176 هو عدد صحيح. طبيعي بين 175 و177

## في الرياضيات

### خصائص
- 176عدد زوجي
- 176عدد زائد
- 176 عدد مضلعي (مخمسي-مثمني-...)